# برآفتاب دراز (مقاطعة دورود)
برآفتاب دراز (بالفارسية: برآفتاب دراز) هي قرية تقع في قسم جان الريفي (مقاطعة دورود) في إيران. يقدر عدد سكانها بـ 27 نسمة بحسب إحصاء 2016.